# 加里曼丹穴條鰍
加里曼丹穴條鰍（學名：Speonectes tiomanensis）為輻鰭魚綱鯉形目條鰍科穴條鰍屬的其中一種。被IUCN列為極危保育類動物，分布於亞洲馬來西亞婆羅洲刁曼島的花崗石的洞穴流域，體長可達5.8公分，棲息在洞穴底層水域，生活習性不明。

## 扩展阅读
維基物種上的相關：加里曼丹穴條鰍